# کنصفره
کنصفره (به عربی: کنصفرة) یک منطقهٔ مسکونی در سوریه است که در ناحیه احسم واقع شده‌است. کنصفره ۷٬۴۹۶ نفر جمعیت دارد.